# Varanus primordius
Varanus primoridus — представник родини варанових.

## Опис
Дрібний варан, довжина тіла з хвостом приблизно 25 см. Забарвлення верхньої сторони тіла червонувато-коричневе з численними чорнуватими і коричневими плямами, котрі іноді утворюють сітчастий малюнок. Нижня сторона тулуба і горло білі або кремові. Хвіст практично округлий, без гребеня.

## Спосіб життя
Це головним чином тварини, що риють. Харчується в основному рослинною їжею.

## Розповсюдження
Країни проживання: Австралія (Північна територія). Цей вид можна знайти в тропічному савановому рідколіссі, з кам'янистими районами, де він може сховатися в ущелинах і під каменями.

## Загрози та охорона
Немає відомих основних загроз цьому виду. На відміну від багатьох інших варанів, цей вид не використовується в міжнародній торгівлі домашніх тварин, так як всі австралійські варани заборонено експортувати.